# Кингеллы
Кингеллы (лат. Kingella) — род бактерий семейства Neisseriaceae, грамотрицательные кокки. Представители рода были изолированы в 1960-х годах. Название рода образовано от фамилии американского микробиолога Элизабет О. Кинг (Elizabeth O. King).
Являются частью нормальной микрофлоры носоглотки здорового человека. Некоторые виды вызывают заболевание, характеризующееся высокой температурой, болью в животе и кровью в моче. Передаётся чаще через укусы животных. В настоящее время заболевание достоверно доказано только у двух человек.
Тем не менее, последние исследования показывают, что Kingella kingae может быть причиной воспалительных заболеваний костно-мышечной системы у детей. Так, в исследовании, опубликованном в 2014 году в Европейском журнале детской ортопедии было доказано, что данный микроорганизм был возбудителем гнойного артрита крупных суставов (тазобедренного, коленного и голеностопного) у 27 детей с возрастом от 4 мес до 5 лет.

## Список видов
На май 2015 года в род включены 4 вида:
- Kingella denitrificans Snell and Lapage 1976
- Kingella kingae (Henriksen and Bøvre 1968) Henriksen and Bøvre 1976typus
- Kingella oralis corrig. Dewhirst et al. 1993
- Kingella potus Lawson et al. 2005

Вид Kingella indologenes перенесён в род Suttonella.